# Corrado Varesco
Corrado Varesco (ur. 18 listopada 1938 w Tesero) – włoski biathlonista. W 1969 roku wystąpił na mistrzostwach świata w Zakopanem, gdzie zajął 32. miejsce w biegu indywidualnym i 12. miejsce w sztafecie. Był też między innymi piąty w sztafecie podczas mistrzostw świata w Hämeenlinna w 1971 roku. Indywidualnie najlepszy wynik osiągnął na mistrzostwach świata w Lake Placid w 1973 roku, gdzie w biegu indywidualnym zajął 29. miejsce. Brał również udział w igrzyskach olimpijskich w Sapporo w 1972 roku, plasując się na 10. pozycji w sztafecie. Nigdy nie wystąpił w zawodach Pucharu Świata.

## Osiągnięcia

### Igrzyska olimpijskie
| Rok  | Miejscowość | Konkurencje | Konkurencje | Konkurencje | Konkurencje | Konkurencje | Konkurencje | Konkurencje |
| Rok  | Miejscowość | IN          | SP          | PU          | MS          | RL          | MR          | SR          |
| ---- | ----------- | ----------- | ----------- | ----------- | ----------- | ----------- | ----------- | ----------- |
| 1972 | Sapporo     | –           | nd.         | nd.         | nd.         | 10.         | nd.         | –           |

### Mistrzostwa świata
| Rok  | Miejscowość | Konkurencje | Konkurencje | Konkurencje | Konkurencje | Konkurencje | Konkurencje | Konkurencje |
| Rok  | Miejscowość | IN          | SP          | PU          | MS          | RL          | MR          | SR          |
| ---- | ----------- | ----------- | ----------- | ----------- | ----------- | ----------- | ----------- | ----------- |
| 1969 | Zakopane    | 32.         | nd.         | nd.         | nd.         | 12.         | nd.         | –           |
| 1970 | Östersund   | –           | nd.         | nd.         | nd.         | 12.         | nd.         | –           |
| 1971 | Hämeenlinna | 31.         | nd.         | nd.         | nd.         | 5.          | nd.         | –           |
| 1973 | Lake Placid | 29.         | nd.         | nd.         | nd.         | 8.          | nd.         | –           |